# Paronogastris squamigera
Paronogastris squamigera är en insektsart som först beskrevs av Ludwig Redtenbacher 1906.  Paronogastris squamigera ingår i släktet Paronogastris och familjen Bacillidae. Inga underarter finns listade i Catalogue of Life.